# Olympische Winterspiele 2018/Skilanglauf – 4 × 5 km (Frauen)
Die 4 × 5-km-Skilanglaufstaffel der Frauen bei den Olympischen Winterspielen 2018 fand am 17. Februar 2018 im Alpensia Cross-Country Skiing Centre statt. Olympiasieger wurde die norwegische Staffel mit Ingvild Flugstad Østberg, Astrid Uhrenholdt Jacobsen, Ragnhild Haga und Marit Bjørgen. Die Silbermedaille ging an die Staffel aus Schweden, Bronze an jene der Olympischen Athleten Russlands.

## Daten
- Datum: 17. Februar 2018, 18:30 Uhr
- Streckenlänge je Läuferin: 2 × 2,532 km
- Höhenunterschied: 27 m
- Maximalanstieg: 25 m
- Totalanstieg: 2 × 99 m
- 14 Staffeln am Start, alle in der Wertung

## Ergebnisse
| Platz | Land/Sportlerin                                                                                               | Zeit (min)                              | Rückstand   |
| ----- | --- | --------------------------------------- | ----------- |
| 1     | Norwegen Ingvild Flugstad Østberg Astrid Uhrenholdt Jacobsen Ragnhild Haga Marit Bjørgen                      | 51:24,3 13:28,9 14:15,9 11:46,7 11:52,8 | –           |
| 2     | Schweden Anna Haag Charlotte Kalla Ebba Andersson Stina Nilsson                                               | 51:26,3 13:50,3 13:26,4 12:11,4 11:58,2 | 00+2,0 s    |
| 3     | Olympische Athleten aus Russland Natalja Neprjajewa Julija Belorukowa Anastassija Sedowa Anna Netschajewskaja | 52:07,6 13:24,5 13:50,5 12:13,4 12:39,2 | 0+43,3 s    |
| 4     | Finnland Aino-Kaisa Saarinen Kerttu Niskanen Riitta-Liisa Roponen Krista Pärmäkoski                           | 52:26,9 13:44,4 13:40,7 12:45,2 12:16,6 | +1:02,6 min |
| 5     | Vereinigte Staaten Sophie Caldwell Sadie Bjornsen Kikkan Randall Jessie Diggins                               | 52:44,8 14:26,0 13:54,2 12:12,9 12:11,7 | +1:20,5 min |
| 6     | Deutschland Stefanie Böhler Katharina Hennig Victoria Carl Sandra Ringwald                                    | 53:13,7 14:16,4 13:53,9 12:37,9 12:25,5 | +1:49,4 min |
| 7     | Schweiz Laurien van der Graaff Nadine Fähndrich Nathalie von Siebenthal Lydia Hiernickel                      | 53:15,8 13:59,9 13:46,8 12:22,4 13:06,7 | +1:51,5 min |
| 8     | Slowenien Anamarija Lampič Katja Višnar Alenka Čebašek Vesna Fabjan                                           | 53:55,7 13:28,4 14:47,7 12:22,1 13:17,5 | +2:31,4 min |
| 9     | Italien Anna Comarella Lucia Scardoni Elisa Brocard Ilaria Debertolis                                         | 54:22,0 14:25,2 14:19,9 12:29,2 13:07,7 | +2:57,7 min |
| 10    | Polen Ewelina Marcisz Justyna Kowalczyk Martyna Galewicz Sylwia Jaśkowiec                                     | 54:30,9 14:23,1 14:13,0 13:14,8 12:40,0 | +3:06,6 min |
| 11    | Tschechien Kateřina Beroušková Karolína Grohová Petra Nováková Barbora Havlíčková                             | 55:17,1 14:06,2 14:49,4 12:45,3 13:36,2 | +3:52,8 min |
| 12    | Frankreich Aurore Jéan Anouk Faivre-Picon Coraline Thomas Hugue Delphine Claudel                              | 55:50,2 14:37,7 14:43,7 12:52,2 13:36,6 | +4:25,9 min |
| 13    | Kanada Dahria Beatty Emily Nishikawa Cendrine Browne Anne-Marie Comeau                                        | 56:14,6 15:00,2 14:35,0 12:53,7 13:45,7 | +4:50,3 min |
| 14    | Belarus Nastassja Kirylawa Julija Tichonowa Polina Seronossowa Waljanzina Kaminskaja                          | 57:56,1 15:46,7 14:47,3 13:16,4 14:05,7 | +6:31,8 min |